# Tomás Balcázar
Tomás Balcázar (sinh ngày 4 tháng 5 năm 1931 - mất ngày 26 tháng 4 năm 2020) là một cựu cầu thủ bóng đá người México đã từng thi đấu cho câu lạc bộ C.D. Guadalajara, và đội tuyển Mexico.

## Sự nghiệp
Tomás là một huyền thoại ở México với việc có tên trong "Campeonisimo", đội hình lịch sử của Guadalajara đã giành 8 chức vô địch trong 10 năm. Ở trận đấu trong khuân khổ World Cup 1954, Balcazar đã ghi một bàn thắng cho Mexico trước Pháp.
 Bàn thắng ông ghi được đó vào lúc 22 tuổi, bằng tuổi cháu nội của ông Javier Hernández cũng ghi được một bàn thắng trong thời gian diễn ra World Cup 2010 và cũng trong trận đấu với Pháp, ngày 17 tháng 6 năm 2010.

## Cuộc sống cá nhân
Balcázar là ông nội của Javier Hernández Balcázar, một cầu thủ bóng đá của đội tuyển Mexico ở World Cup 2010 và hiện là một cầu thủ cho câu lạc bộ nước Anh đang thi đấu ở giải Premier League West Ham United Balcázar là người cha trong pháp luật của Javier Hernández Gutiérrez, người từng chơi cho Tecos và là một thành viên của đội tuyển Mexico tại World Cup 1986.